# Rajos Gábor
Rajos Gábor (Szombathely, 1984. március 17. –) magyar labdarúgó, középpályás. Jelenleg a Sárvár FC játékosa.

## Pályafutása
Eddigi pályafutása során kizárólag a Haladásban játszott.

## Sikerei, díjai
Magyar bajnokság bronzérmese: 2008-2009

## Külső hivatkozások
- Adatlapja a HLSZ.hu-n (magyarul)